# Vladislav (prince de Croatie)
 (mai 2025).
Si vous disposez d'ouvrages ou d'articles de référence ou si vous connaissez des sites web de qualité traitant du thème abordé ici, merci de compléter l'article en donnant les références utiles à sa vérifiabilité et en les liant à la section « Notes et références ».
Vladislav (ou Ladislas) est prince de la Croatie dalmate de 821 à 835 environ. Les informations les plus importantes sur Vladislav sont fournies par les Annales regni Francorum lorsqu'elles parlent de la mort de Borna : 

« Cependant, Borna, prince de Dalmatie et de Liburnie, est décédé. À la demande du peuple et avec l'approbation de l'empereur, son neveu/petit-fils Vladislav (Ladasclavus) a été désigné comme son successeur. »

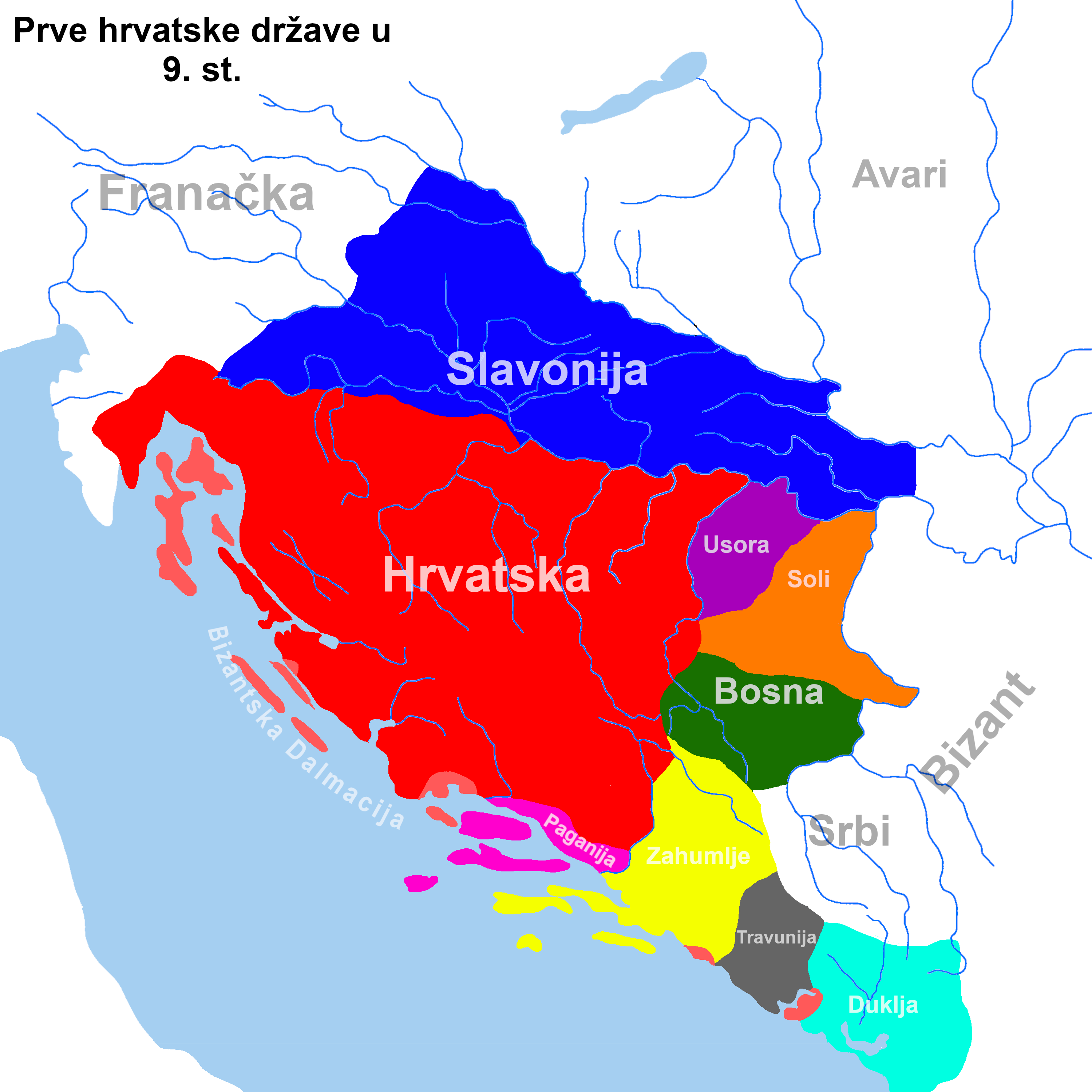
Carte de la Croatie au IXe siècle.

Il n'est pas clair dans ce texte si Vladislav était le neveu ou le petit-fils de Borna, car en latin, les deux termes sont désignés par le mot nepos. Cependant, il est clair que Vladislav était le vassal de l'empereur franc Louis Ier le Pieux depuis 821.
On ne peut pas dire avec certitude jusqu'à quand Vladislav a gouverné. On mentionne généralement l'année 835, bien que certains pensent qu'il a gouverné très brièvement et que Ljudemisl l'a succédé en 823. Ljudemisl était l'oncle de Borna chez qui Ljudevit Posavski s'était réfugié et qui l'a finalement exécuté. Le Catalogue des princes et rois de Dalmatie et de Croatie mentionne Ljudemisl comme prince (dux), et les Annales Fuldenses indiquent que Ljudevit a fui vers le prince Ljudemisl en Dalmatie. Certains en concluent que Ljudemisl gouvernait seulement la Dalmatie, mais pas la Liburnie et la Gacka.

## Source
Annales regni Francorum de l'année 741 à l'année 829.